# Кордилера де Карабая
Кордилера де Карабая (на испански: Cordillera de Carabaya) е планински масив в Перу, в департамента Пуно, съставна част на Перуанските Централни Кордилери. Простира се на 175 km между долината на река Инамбари (десен приток на Мадре де Диос, от басейна на Амазонка) на север и езерото Титикака на юг. На северозапад се свързва с планинската верига Кордилера де Вилканота, а на югоизток – с планинската верига Кордилера Реал на Боливийските Централни Кордилери. Максимална височина връх Щио 5800 m. Целият масив е дълбоко разчленен от речни дефилета и има съвременно заледяване, като снежната линия е на височина около 5000 m. Склоновете му са покрити с планински влажни вечнозелени гори.